# ジョヴァンニ・アルヴァネ
ジョヴァンニ・アルヴァネ（Giovanni Arvaneh, 1964年3月24日 - 2025年5月14日）はドイツの心理療法士、元俳優。
瞳は茶色。母語のドイツ語以外では、英語は流暢、アメリカ英語とトルコ語も話せる他、イタリア語も基本的な会話は可能。

## 生い立ち
1964年に西ドイツのミュンヘンで生まれる。父親は1960年代にイランからドイツに渡り、読み書きができないにもかかわらずビジネスマンとして成功した人物で、母親はイタリア人。2人はミュンヘンの街中で偶然に出会って結婚した。
母親は赤ん坊の世話ができなかったために、すぐに里親に預けられ、その後、イタリアに住む伯母に引き取られる。イタリアでの生活は「人生で一番幸せな時期だった」と本人は語っている。しばらくして、母親によってミュンヘンに連れ戻されるが、父親の暴力から逃れるため、母親に連れられてトルコのイスタンブールに逃げ、そこで小学校に通うようになる。しかし、トルコでの生活は母子ともに辛いものであったため、母親はミュンヘンで夫と暮らすことを決め、息子を連れて戻るが、そこで再び父親による虐待が始まる。当時の「人生の充実感を味わう機会がなかった」経験が「誰にでもなれる」俳優になった理由かもしれないと本人は語っている。また、「若い頃はドイツ人になりたかったのですが、ほとんどの人にとっては外国人に過ぎませんでした。今は自分のことを、特定の国籍やグループに属するというよりは、観察者として見ています。これはかなり解放感があります」とも語っている。

## 略歴
1987年から1990年まで、アリ・ヴンシュ＝ケーニッヒ主宰の新ミュンヘン演劇学校で学ぶ。
その後、舞台俳優として活動を始め、1994年からテレビドラマに出演するようになり、1995年から2010年まで出演したソープオペラ『Marienhof』で演じたトルコ系の登場人物であるズーロ役で知られるようになる。
2011年の主演映画『ゼンネ・ダンサー』の撮影がトルコのイスタンブールで行なわれ、その後トルコ語を学ぶ。以降は、トルコでテレビ映画やテレビシリーズに出演する。
シュテンダールのアルトマルク劇場のアンサンブルメンバーである（2013年時点）。
ゲシュタルト療法士やシステミックコーチングの訓練を受けた心理療法のハイルプラクティカーの資格も持っている。2013年には数人の仲間とともにベルリンにコーチング会社「Home of Coaching」を設立し、フランクフルトとデュッセルドルフにも支店を構えている。
2021年2月に185人のレズビアン、ゲイ、バイセクシュアル、クィア、ノンバイナリー、トランスジェンダーの俳優とともにSZマガジン誌の#ActOutイニシアチブの一環としてゲイであることをカミングアウトしている。
2023年に末期の腎臓がんで余命わずかであることを公表し、その後、俳優を引退する。
2024年にはセラピストおよびPSYCH-K®のカウンセラーとして活動を開始する。
2025年5月14日に腎臓がんとの闘病の末に死去したことが、自身のInstagramで発表された。

## 私生活
2021年になってゲイであることをカミングアウトしたことについて、インタビューで次のように語っている。

## 主な出演作品

### テレビドラマ
- Marienhof (1995-1997, 1998, 2003-2010) - ズーロ 役

### 舞台
- マイ・フェア・レディ My Fair Lady (2017-2018) - ヘンリー・ヒギンズ教授 役

### 映画
- ゼンネ・ダンサー Zenne (2011) - ダニエル・ベルト 役（主演）